# Kryterium Asów Polskich Lig Żużlowych im. Mieczysława Połukarda 1988
VII Kryterium Asów Polskich Lig Żużlowych im. Mieczysława Połukarda odbył się 29 marca 1988. Zwyciężył Ryszard Dołomisiewicz.

## Wyniki
- 27 marca 1988 (niedziela), Stadion Polonii Bydgoszcz

| Msc. | Zawodnik                  | Klub                  | Pkt  |                |  |
| ---- | ------------------------- | --------------------- | ---- | -------------- |  |
| 1    | (5) Ryszard Dołomisiewicz | Polonia Bydgoszcz     | 14   | (3,3,3,2,3)    |  |
| 2    | (14) Eugeniusz Skupień    | ROW Rybnik            | 11+3 | (3,1,2,3,2)    |  |
| 3    | (12) Sławomir Drabik      | Włókniarz Częstochowa | 11+2 | (3,2,2,2,2)    |  |
| 4    | (6) Ryszard Franczyszyn   | Stal Gorzów Wlkp.     | 10   | (0,3,3,1,3)    |  |
| 5    | (1) Marek Ziarnik         | Polonia Bydgoszcz     | 10   | (2,2,3,0,3)    |  |
| 6    | (16) Mirosław Korbel      | ROW Rybnik            | 10   | (2,w,2,3,3)    |  |
| 7    | (4) Janusz Stachyra       | Stal Rzeszów          | 10   | (1,3,3,2,1)    |  |
| 8    | (8) Piotr Świst           | Stal Gorzów Wlkp.     | 10   | (1,1,3,3,2)    |  |
| 9    | (2) Wojciech Żabiałowicz  | Apator Toruń          | 9    | (3,2,1,2,1)    |  |
| 10   | (7) Andrzej Huszcza       | Falubaz Zielona Góra  | 7    | (2,d,2,1,2)    |  |
| 11   | (11) Grzegorz Śniegowski  | Start Gniezno         | 5    | (2,3,0,u/-,-)  |  |
| 12   | (3) Jacek Woźniak         | Polonia Bydgoszcz     | 4    | (0,2,1,0,1)    |  |
| 13   | (15) Marek Kępa           | Motor Lublin          | 3    | (0,1,0,1,1)    |  |
| 14   | (13) Wojciech Załuski     | Kolejarz Opole        | 3    | (1,1,1,w/su,-) |  |
| 15   | (9) Jacek Brucheiser      | Ostrovia Ostrów Wlkp. | 1    | (1,0,0,d,0)    |  |
| 16   | (10) Krzysztof Ziarnik    | Polonia Bydgoszcz     | 1    | (0,0,0,0,1)    |  |
|      | rez. Piotr Glücklich      | Polonia Bydgoszcz     | 1    | (1,0)          |  |
|      | rez. Adamczak             | Polonia Bydgoszcz     | 0    | (0)            |  |